# Elias Ntaganda
Elias Ntaganda (Kinshasa, 1º gennaio 1979) è un ex calciatore ruandese, di ruolo difensore.

## Palmarès

### Club

#### Competizioni nazionali
- National Football League (Ruanda): 10

APR Kigali: 1999, 2000, 2001, 2003, 2005, 2006, 2007, 2009, 2010, 2011
- Rwandan Cup: 6

APR Kigali: 2002, 2006, 2007, 2008, 2010, 2011

#### Competizioni internazionali
- CECAFA Cup: 3

APR Kigali: 2004, 2007, 2010